# Roy Urquhart
El Major General Robert (Roy) Elliott Urquhart, CB DSO & Barra (28 de novembre de 1901 – 13 de desembre de 1988) va ser un oficial britànic. És conegut pel seu paper comandant la 1a Divisió Aerotransportada britànica durant l'Operació Horta.

## Biografia
Urquhart assistí a la Reial Acadèmia Militar de Sandhurst abans de ser nomenat oficial i destinat a la Infanteria Lleugera dels Highland el 1920. Durant que estigué destinat amb el seu batalló a Malta es va fer amic amb l'actor David Niven, que el descriuria com "un soldat seriós d'un gran encant".

### Servei durant la Segona Guerra Mundial
Urquhart serví a l'Índia durant els primers anys de la Segona Guerra Mundial. Va estar allà fins al 1941, quan va ser enviat al Nord d'Àfrica abans de ser destinat com a oficial d'Estat Major de la 3a Divisió al Regne Unit. No obstant això, la seva carrera s'accelerà. Entre 1941 i 1942 va ser promogut a Tinent coronel i comandà el 2n batalló de la Infanteria Lleugera del Duc de Cornwall fins al 1943, en què va ser nomenat oficial d'estat major de la 51a Divisió d'Infanteria dels Highland, que estava al Nord d'Àfrica. Durant un breu període, comandà la 231a Brigada d'Infanteria, que entrà en acció a Sicília

### Arnhem
Fins al 1944 era un oficial d'Estat Major al XII Cos. No obstant això, aquell any rebé el comandament de la 1a Divisió Aerotransportada. El seu anterior comandant, el Major General G.F. Hopkinson havia resultat mort a Campanya d'Itàlia, i el seu successor, el Brigadier Eric Down havia rebut un comandament a l'Índia. Irònicament, Urquhart era propens al mareig i mai no havia comandat ni havia estat membre de cap unitat paracaigudista. Tot i ser un nou vingut a les operacions aerotransportades, Urquhart comandà la seva divisió durant l'Operació Horta al setembre de 1944 i va ser llançar a Arnhem (Països Baixos), en un intent de capturar el pont sobre el Rin. Durant 9 dies la divisió d'Urquhart va lluitar sola contra unitats blindades del II Cos Panzer SS. Patint un gran nombre de baixes, les forces paracaigudistes britàniques van mantenir desesperadament el perímetre defensiu fins que el 25 es va ordenar que el que quedés de la divisió es retirés cap al Rin. Durant aquests 9 dies de lluita, la 1a Aerotransportada perdé tres quartes parts de la seva força de combat. La unitat va ser retirada al Regne Unit i ja no tornà a entrar en servei durant la resta de la Segona Guerra Mundial.

### Servei de post-guerra
Després de la guerra, Urquhart serví en diversos càrrecs d'estat major, incloent el servei a la Comandància General del Comandament Malai (1950-1952) durant l'Emergència Malaia. Roy Urquhart es retirà de l'exèrcit el 1955

### Després de l'Exèrcit
Després de deixar l'exèrcit, Urquhart va ser executiu a la indústria de l'acer, retirant-se el 1970. El 1958 publicà "Arnhem: Britain's Infamous Airborne Assault of World War II", detallant les seves experiències durant la batalla.
Va tenir 4 fills amb la seva esposa Pamela, entre ells Elspeth Campbell (esposa del líder del Partit Liberal Democràtic Menzies Campbell). Va morir el 13 de desembre de 1988, amb 87 anys.
Va ser interpretat per Sean Connery a la pel·lícula de 1977 Un pont massa llunyà, en la que ell mateix serví com a assessor.

## Condecoracions[1]
- Company de l'Orde del Bany
- Orde del Servei Distingit amb Barra
- Medalla del Servei General a l'Índia 1936-39
- Estrella de 1939-45
- Estrella d'Àfrica
- Estrella d'Itàlia
- Estrella de França i Alemanya
- Medalla de la Guerra 1939-1945
- Medalla del Jubileu de Plata del Rei Jordi V 1935
- Medalla de la Coronació del Rei Jordi VI 1937
- Lleó de Bronze (Països Baixos)
- Reial Orde Noruec de Sant Olaf